# Ставропольчанка-СКФУ
«Ставропольчанка-Университет» — российский женский баскетбольный клуб из города Ставрополя, основанный в 1988 году. Играет во втором дивизионе России — «Суперлиге».

## История
В 1988 году в Ставрополе создана женская команда «Спартак», которая формировалась на базе расформированного «Спартака» из Ессентуков. Команда начала своё выступление со второй лиги чемпионата СССР.
В чемпионате России «Ставропольчанка» играет в низших дивизионах первенства. С 2005 года, после годичного перерыва, связанного с финансовыми трудностями, клуб начал играть на базе студенческой команды Северо-Кавказского государственного технического университета. В 2013 году команда стала принадлежать Северо-Кавказскому федеральному университету. Лучшим результатом в истории клуба являются сезоны 2011/12 и 2012/13, когда команда занимала 4-е места в Суперлиге.

### Чемпионат и Кубок России
| Сезон   | Лига                        | Место | Кубок*                    | Примечания               |
| ------- | --------------------------- | ----- | ------------------------- | ------------------------ |
| 1995/96 | Дивизион «В» (Высшая лига)  | 21    |                           |                          |
| 1996/97 | Дивизион «Б1» (Высшая лига) | 5     |                           |                          |
| 1998/99 | Дивизион А (Высшая лига)    | 9     |                           |                          |
| 1999/00 | Группа А (Высшая лига)      | 9     |                           |                          |
| 2000/01 | Дивизион А (Высшая лига)    | 6     |                           |                          |
| 2001/02 | Высшая лига                 | 3     |                           | Вышел в Суперлигу Б      |
| 2002/03 | Суперлига Б                 | 9     |                           |                          |
| 2003/04 | Суперлига Б                 | 8     | 1/64 финала               | Вылетел из Суперлиги «Б» |
| 2004/05 | не участвовал               |       |                           |                          |
| 2005/06 | Высшая лига (Запад)         | 5     | групповой турнир (5 мес.) |                          |
| 2006/07 | Высшая лига                 | 9     | групповой турнир (6 мес.) |                          |
| 2007/08 | Высшая лига                 | 8     | групповой турнир (6 мес.) |                          |
| 2008/09 | Высшая лига                 | 1     | групповой турнир (6 мес.) |                          |
| 2009/10 | Высшая лига                 | 5     | групповой турнир (6 мес.) |                          |
| 2010/11 | Высшая лига                 | 1     | групповой турнир (4 мес.) | Вышел в Суперлигу        |
| 2011/12 | Суперлига                   | 4     | групповой турнир (3 мес.) |                          |
| 2012/13 | Суперлига                   | 4     | групповой турнир (4 мес.) |                          |
| 2013/14 | Суперлига                   | 9     | групповой турнир (3 мес.) |                          |

* — пунктиром выделена статистика выступлений в Кубке В.Кузина (отборочный турнир к Кубку России)

## Главные тренеры
- Владимир Трофимов (1995/2002)
- Евгений Таран (2002/2004)
- Евгений Алиев (2004/н.время)

## Известные игроки
- Наталья Гвоздева
- Кристина Гончарук
- Елена Харченко